# Memòria hologràfica
La memòria hologràfica o emmagatzematge de dades hologràfiques és una nova i potent tecnologia dins de l'àrea de l'emmagatzematge de dades de gran capacitat actualment dominada pels dispositius convencionals d'emmagatzematge de dades òptiques i magnètiques. Aquests dispositius es basen en bits individuals que són emmagatzemats magnèticament o a través de canvis òptics en la superfície del suport d'enregistrament. La memòria hologràfica supera aquestes limitacions gravant la informació al llarg de tot el suport i és capaç d'emmagatzemar múltiples imatges a la mateixa zona usant llums i angles diferents.
Addicionalment, mentre que els suports que emmagatzemen dades òptiques i magnètiques graven un bit d'informació cada cop de forma lineal, els hologràfics són capaços de gravar i llegir milions de bits en paral·lel, que permeten taxes de transferència de dades superiors a les aconseguides a través dels mitjans òptics d'emmagatzematge.

## Dades d'enregistrament
La memòria hologràfica captura la informació utilitzant un patró d'interferència òptica amb un dens material òptic fotosensible. La llum d'un sol làser es divideix en dos feixos de llum, un de referència i un altre de senyal; per al seu emmagatzematge s'usa un modulador de llum espacial que codifica la senyal de les dades. A causa de l'encreuament entre els dos feixos, es forma un patró d'inferència òptica, generant un canvi químic o físic en el suport fotosensible; les dades obtingudes són representades en un patró òptic de píxels foscos i lluminosos. Ajustant l'angle del feix de referència, la longitud de les ones, o la posició mitjana, una multitud d'hologrames (teòricament, diversos milers) poden ser emmagatzemats en un únic suport. Les limitacions teòriques de la densitat d'emmagatzematge en aquest mitjà són aproximadament de desenes de Terabits (1 Tb = 1024 Gigabits/Gb,1024 Megabits/Mb = 1 Gigabyte/GB) per centímetre cúbic. L'any 2006, InPhase va anunciar una capacitat d'emmagatzematge d'al voltant de 500 Gb/in2.

## Dades de lectura
Les dades emmagatzemades són llegides a través de la reproducció del mateix feix de referència utilitzat per crear l'holograma. La llum del feix de referència és enfocada cap al material fotosensible, il·luminant el patró d'inferència apropiat, es produeix una difracció de llum en el patró d'inferència i es projecta sobre el lector. El lector és capaç de llegir les dades en paral·lel, al voltant d'un milió de bits alhora. Es pot accedir als arxius d'un disc hologràfic en menys de 200 mil·lisegons.

## Durabilitat
La memòria hologràfica pot proporcionar a les empreses un mètode molt potent per arxivar informació en formats d'una sola escriptura impedint així que la informació sigui sobreescrita o esborrada. Els fabricants creuen que aquesta tecnologia pot proporcionar un emmagatzematge de dades segures durant 50 anys, per sobre de molts suports actuals. Per contra, la tecnologia dels lectors de dades evoluciona ràpidament podent allargar la durada del suport 50 anys més.

## Termes usats
- Sensitivitat: abast de la modulació de l'índex de refracció per unitats d'exposició.

- La gamma dinàmica: determina quants hologrames poden ser multiplexats en un només volum de dades.

- Els Moduladors de Llum Espacial (SLM) són dispositius d'entrada pixelats (panells de cristall líquid), usats per imprimir les dades emmagatzemades en la lent del feix.